# Rybna (gromada w powiecie tarnogórskim)
Rybna – dawna gromada, czyli najmniejsza jednostka podziału terytorialnego Polskiej Rzeczypospolitej Ludowej w latach 1954–1972.
Gromady, z gromadzkimi radami narodowymi (GRN) jako organami władzy najniższego stopnia na wsi, funkcjonowały od reformy reorganizującej administrację wiejską przeprowadzonej jesienią 1954 do momentu ich zniesienia z dniem 1 stycznia 1973, tym samym wypierając organizację gminną w latach 1954–1972.
Gromadę Rybna z siedzibą GRN w Rybnej (obecnie w granicach Tarnowskich Gór) utworzono – jako jedną z 8759 gromad na obszarze Polski – w powiecie tarnogórskim w woj. stalinogrodzkim, na mocy uchwały nr 23/54 WRN w Stalinogrodzie z dnia 5 października 1954. W skład jednostki weszły obszary dotychczasowych gromad Rybna (bez części położonej na północ od toru kolejowego Tarnowskie Góry-Tworóg) i Opatowice (bez niektórych parceli z karty 1 obrębu Opatowice) ze zniesionej gminy Strzybnica w tymże powiecie. Dla gromady ustalono 22 członków gromadzkiej rady narodowej.
20 grudnia 1956 województwo stalinogrodzkie przemianowano (z powrotem) na katowickie.
31 grudnia 1961 gromadę Rybna zniesiono, a jej obszar włączono do osiedla Strzybnica w tymże powiecie.